# Мариос Спилиопулос
Мариос Спилиопулос (на гръцки: Μάριος Σπηλιόπουλος) е гръцки художник, известен с иновативния си подход към различни медии, включително фотография, скулптура, рисунка и инсталация.

## Биография
Спилиопулос е роден в 1957 година в халкидическото градче Полигирос, Гърция. Учи в Училището по инженерство и технологии в Солун и живопис в Атинското училище за изящни изкуства (1983 - 1988). Спилиопулос преподава в Атинското училище за изящни изкуства от 1991 година.
Първата му самостоятелна изложба, представена в Полигирос в 1987 година, е артистична интервенция в околната среда. Работата му включва конструкции и пространствени интервенции, често от ритуален характер, загатващи за идентичността на Гърция и нейния народ. Спилиопулос обикновено използва естествени, нерафинирани материали като пръст, вода, дърво и восък, които са свързани с първични спомени или загатват за митични или религиозни символи. Ритуалната атмосфера, характерна за неговите инсталации, е допълнително подсилена от използването на светлина от запалени свещи или светилници. Спилиопулос има няколко самостоятелни изложби в Гърция и в чужбина и е участвал в много групови изложби и международни арт събития, включително тези в Глазгоу (1990 г.), Мадрид (1992) и Копенхаген (1996). Печели първа награда на 18-ото Александрийско биенале в 1994 година.